# Tchán
Tchán vyjadřuje švagrovský vztah mezi otcem a manželem nebo manželkou jeho dítěte. Synova manželka se stává snachou a dceřin manžel pak zetěm.
Podle současné právní úpravy tchánem naopak není otec, jehož syn či dcera jsou v registrovaném partnerství, protože institut švagrovství vzniká jen na základě uzavření manželství.
V minulosti bývalo zvykem, že pokud se chtěla dcera vdát, musel obvykle nastávající požádat o její ruku svého budoucího tchána, což mělo často také ekonomické příčiny. V současné době tento zvyk sice nadále přetrvává, ale jedná se již o společenskou slušnost a dobré vztahy v nově konstituované rodině než o nutnost.
Ženským protějškem ke slovu tchán je tchyně.

## Vztahy
Slovo tchán je vyjádřeno ve vztazích:
- mezi manželkou a otcem manžela – tchán–snacha
- mezi manželem a otcem manželky – tchán–zeť

## Pratchán
Od tchána je odvozen pojem pratchán, který vyjadřuje vztah mezi manželovým/manželčiným dědečkem.